# Evropská silnice E41
Evropská silnice E41 je evropskou silnicí 1. třídy. Začíná v německém Dortmundu a končí ve švýcarském Altdorfu. Celá trasa měří 788 kilometrů.

## Trasa
- Německo
  - Dortmund – Hagen – Olpe – Siegen – Wetzlar – Hanau – Aschaffenburg – Würzburg – Heilbronn – Stuttgart – Böblingen – Herrenberg – Villingen-Schwenningen – Bad Dürrheim – Singen

- Švýcarsko
  - Schaffhausen – Winterthur – Curych – Schwyz – Altdorf

## Galerie

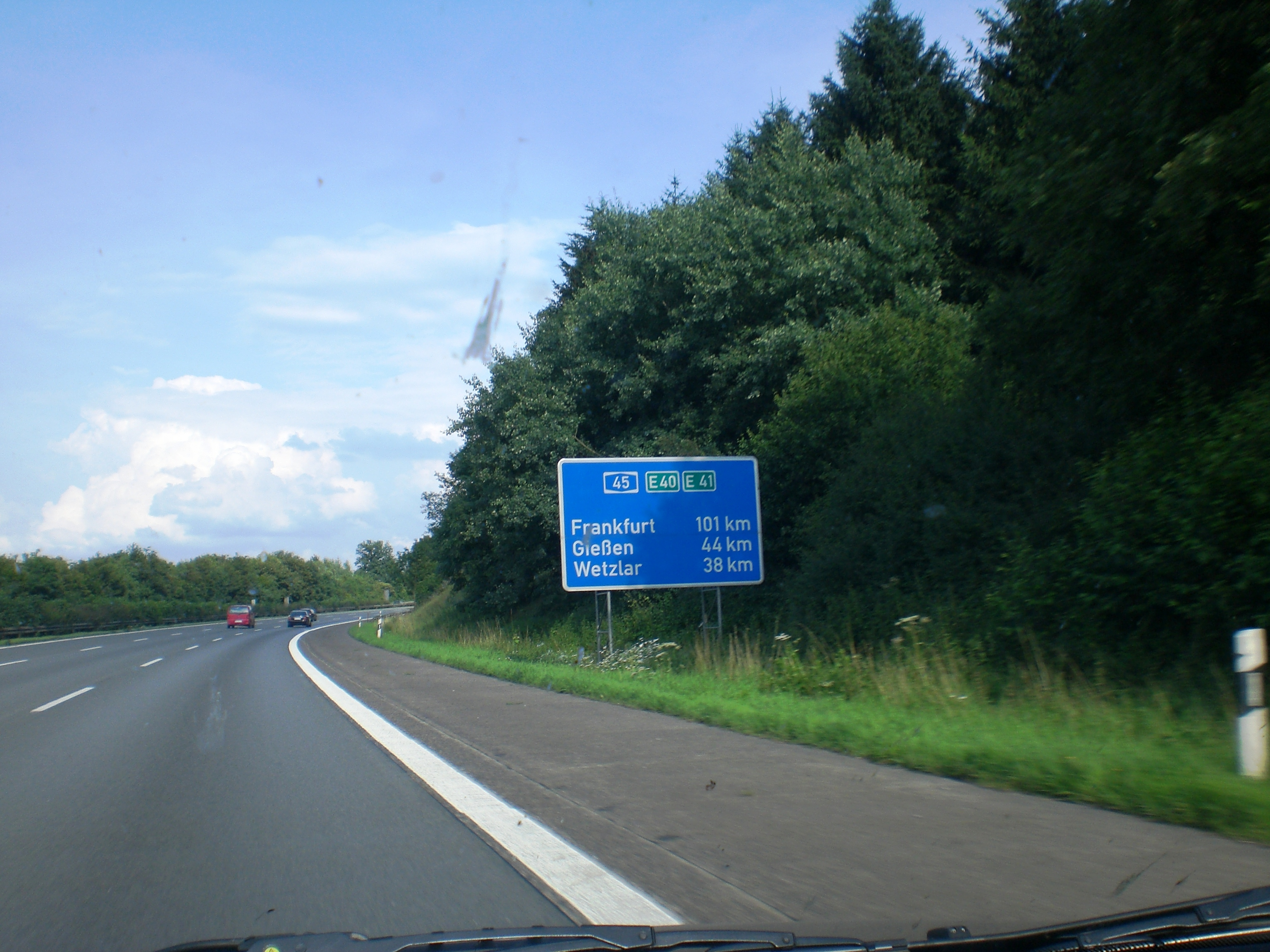
E41 jako německá dálnice A45
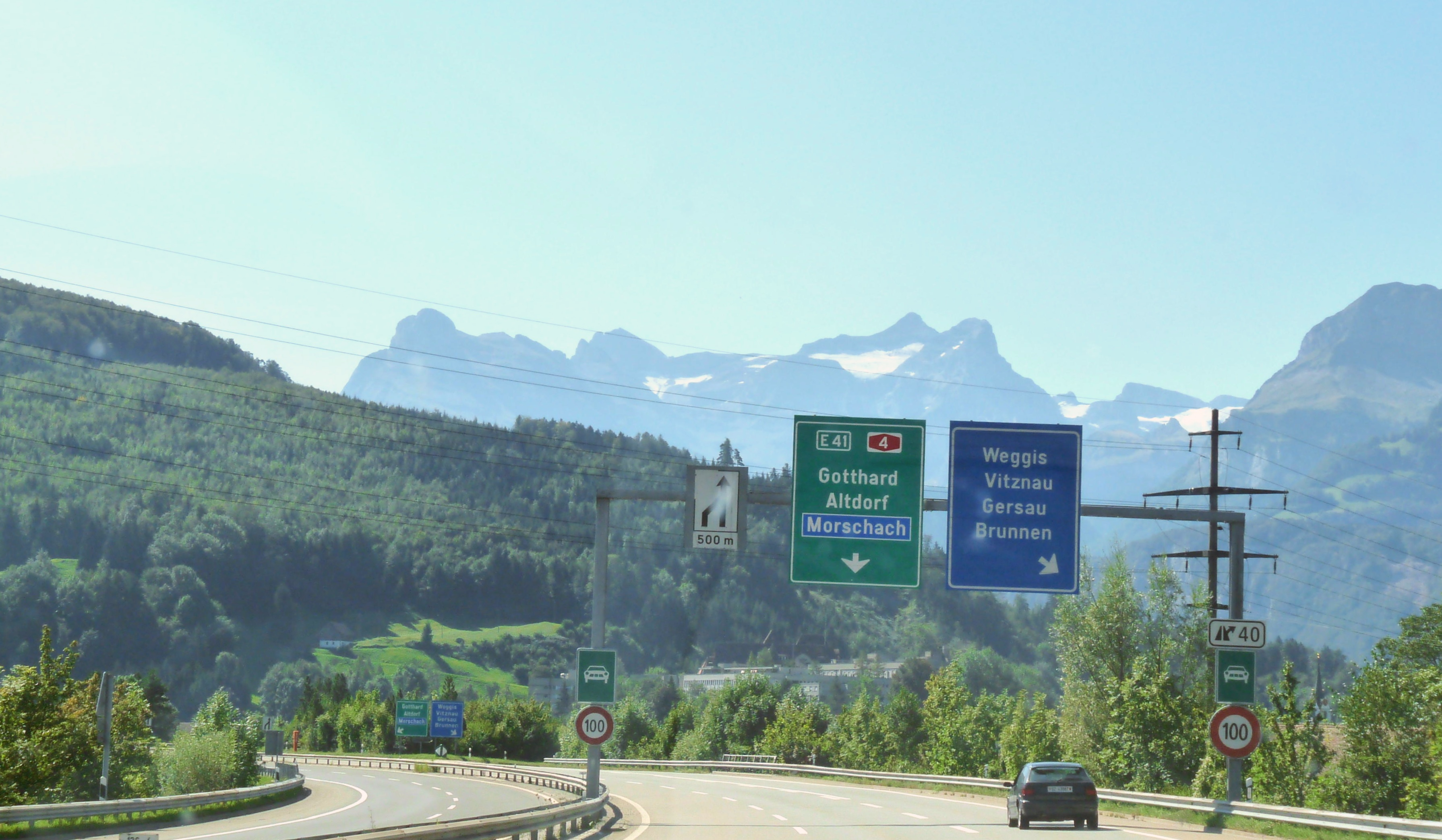
E41 ve Švýcarsku
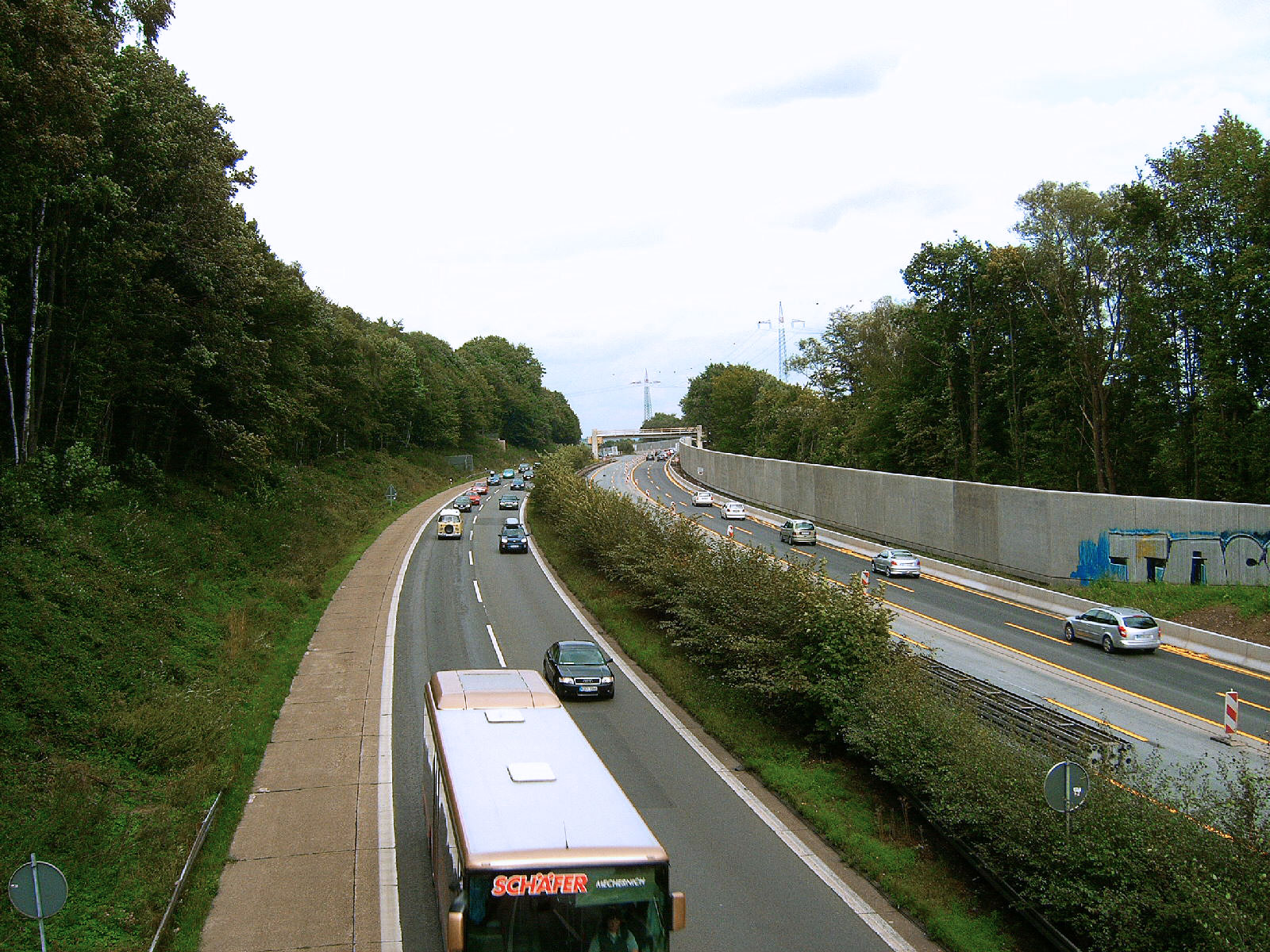
E41 v Německu
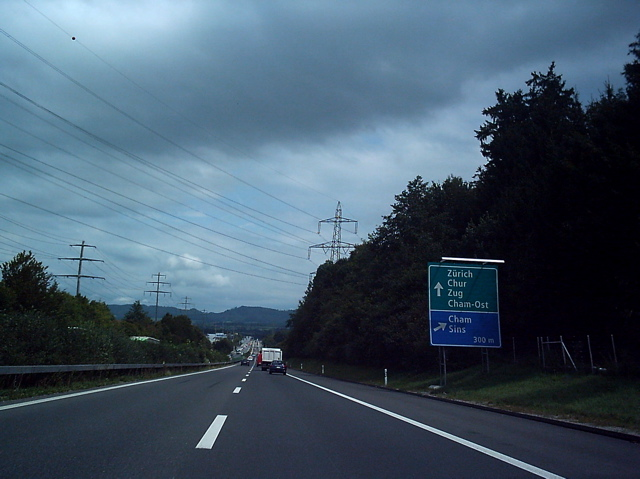
E41 ve Švýcarsku
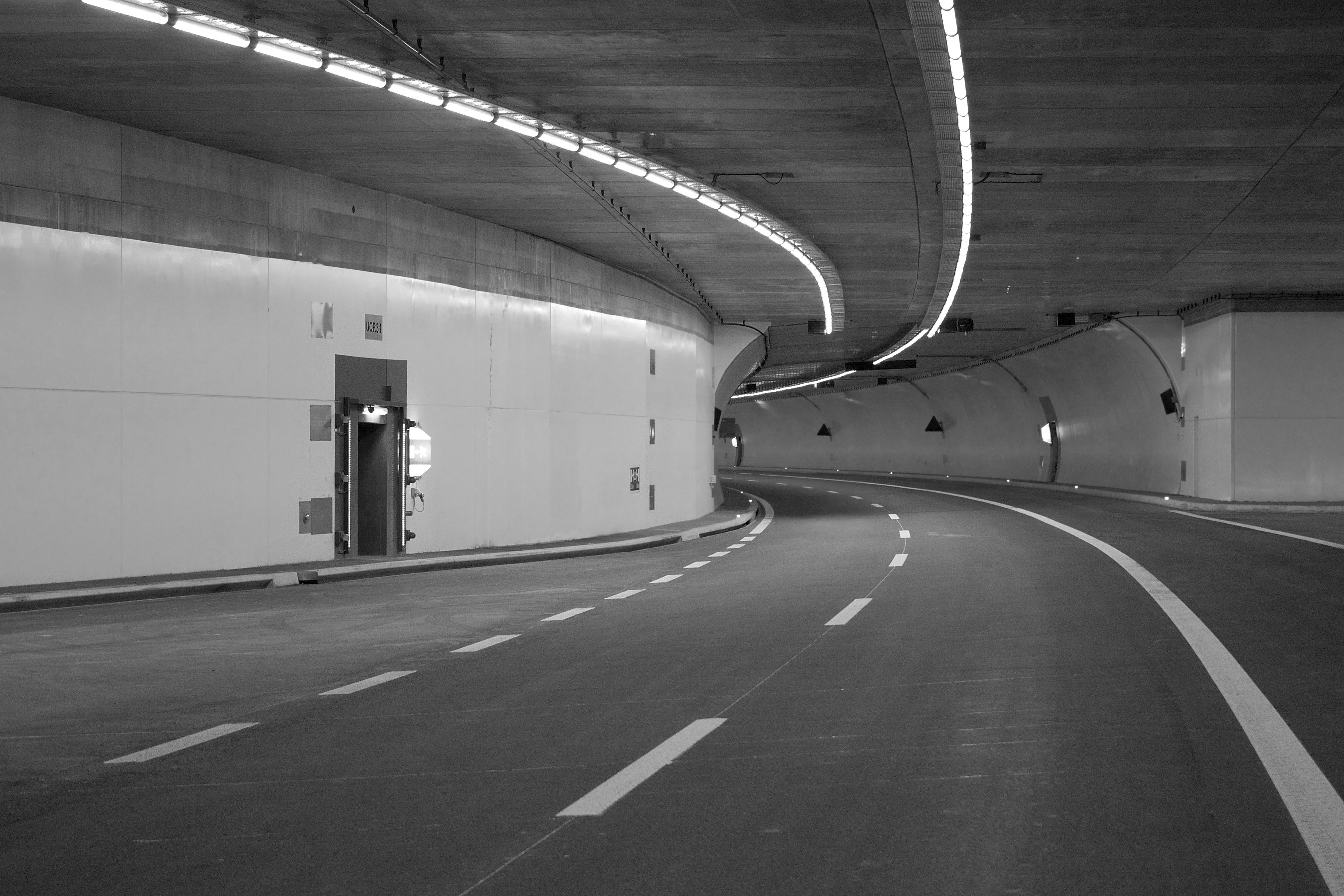
Islisbergtunnel, Švýcarsko